# Issa Samb
Issa Samb (* 31. Dezember 1945 im Stadtteil Ouakam in Dakar; † 25. April 2017 in Dakar) war ein senegalesischer Bildender Künstler, Schriftsteller, Schauspieler und Philosoph.

## Leben
Issa Samb wurde 1945 im Senegal geboren und lebte in Dakar. Mit dem Filmemacher Djibril Diop Mambéty, dem Maler El Hadj Sy, dem Dramatiker Youssoufa Dione und anderen gründete er 1974 die Gruppe Laboratoire Agit-Art und das Village des Arts de Dakar. Mitte bis Ende der 1980er Jahre studierte Samb in Dakar Kunst an der Scuola d’arte di Dakar und Philosophie an der Université Cheikh Anta Diop de Dakar.
Der Hof von Samb wurde ab 1974 ein Treffpunkt für Schriftsteller, Filmemacher, Journalisten und Künstler und diente als Atelier, Requisitenkammer, Galerie und Theater. Er wurde langsam zum Wohnatelier, zur Verkörperung der ästhetischen Prinzipien von Issa Samb, dem wichtigsten Theoretiker und Organisator und des Laboratoire Agit-Art. Issa Sambs Werk reichte von Installationen und Performances über Malerei und Skulptur bis zu Romanen, Gedichten und Essays.

## Ausstellungen (Auswahl)
- 2014: Issa Samb: From the ethics of Acting to the Empire Without Signs Kurator: Koyo Kouoh, Iniva (Institute of International Visual Arts), London[4]
- 2012: dOCUMENTA (13), Kassel
- 2011/2012: Kunsthaus Graz, Graz
- 2010: Retrospektive National Art Gallery, Dakar
- 2008: Dakar Biennale, Dakar
- 1995: Seven Stories of Modern Art in Africa Whitechapel Art Gallery, London

## Dokumentation
- La Cour – Der Hof. Regie: Dieter Reifarth; Viktoria Schmidt-Linsenhoff; Dokumentarfilm, 2012, Deutschland/Senegal, 85 min